# Phyllophaga picea
Phyllophaga picea är en skalbaggsart som beskrevs av Blanchard 1851. Phyllophaga picea ingår i släktet Phyllophaga och familjen Melolonthidae. Inga underarter finns listade i Catalogue of Life.